# Unione Sportiva Pro Vercelli 1951-1952
Questa voce raccoglie le informazioni riguardanti l'Unione Sportiva Pro Vercelli nelle competizioni ufficiali della stagione 1951-1952.

## Rosa
| N. |                   | Ruolo | Calciatore      |
| -- | ----------------- | ----- | --------------- |
|    | Italia (bandiera) | A     | A. Ariano       |
|    | Italia (bandiera) | D     | Franco Baucè    |
|    | Italia (bandiera) | P     | Remigio Bellini |
|    | Italia (bandiera) | A     | S. Bellomo      |
|    | Italia (bandiera) | A     | G. Boglietti    |
|    | Italia (bandiera) | C     | I. Bolzoni      |
|    | Italia (bandiera) | A     | E. Capoletti    |
|    | Italia (bandiera) | D     | P. Castano      |

| N. |                   | Ruolo | Calciatore       |
| -- | ----------------- | ----- | ---------------- |
|    | Italia (bandiera) | D     | Vittorio Facelli |
|    | Italia (bandiera) | A     | Francese         |
|    | Italia (bandiera) | A     | E. Malinverni    |
|    | Italia (bandiera) | A     | G. Ranghino      |
|    | Italia (bandiera) | C     | C. Ronfani       |
|    | Italia (bandiera) | P     | Renato Rustico   |
|    | Italia (bandiera) | D     | R. Tiro          |
|    | Italia (bandiera) | D     | Luciano Vellano  |